# Sociobiologia: Senso ou Contrassenso?
O livro Sociobiologia: Senso ou Contrassenso? (título original: Sociobiology: Sense or Nonsense?) de Michael Ruse é uma análise da controvérsia acerca da sociobiologia. Este trabalho se dedica à analise da sociobiologia e das críticas feitas a esta ciência, que depois da publicação do livro Sociobiologia: A Nova Síntese de E. O. Wilson em 1975 ganhou visibilidade e críticas severas, tanto de biólogos quanto de cientistas sociais.
No Brasil o livro saiu em 1983 pela editora Itatiaia; Volume 13 da coleção "O Homem e a Ciência".